# Rosa (Arieja)
Rosa (en francès Rouze) és un municipi francès, situat a la comarca del Donasà, al departament de l'Arieja i a la regió d'Occitània.